# 백제
백제(百濟)는 한국의 고대 국가 중 하나로, 고구려, 신라와 함께 삼국 시대를 구성하였다. 고구려에서 남하한 온조왕이 세운 국가가 기원이다. 초기에 명칭은 십제(十濟)였었고, 이후에는 백제(百濟)로  바꾸었으며, 그리고 538년부터  남부여(南扶餘)라고 하였다. 백제는 원래 마한의 54소국 중 하나였으나 온조왕 이래 지속적으로 성장했다.
고이왕 시기 백제는 중앙집권을 위해 율령을 반포하고 불교를 들여왔으며, 백제는 이에 힘입어 4세기 근초고왕 때 전성기를 맞아 가야를 복속하고 황해도로 진출했으며 고구려와 평양성에서 전투를 벌여 고구려 국왕 고국원왕을 죽이기도 했다. 그러나 이후 고구려 광개토대왕의 공격으로 한강 이북을 상실하고 장수왕의 침략 때는 수도 위례성이 함락되어 웅진으로 천도하였다. 고구려에 맞서기 위해 백제는 신라와 나제 동맹을 체결하였다. 성왕 시기 백제는 국력을 회복하여 수도를 사비성으로 옮기고, 여러 개혁을 단행하고 적극적인 확장 정책으로 한강 유역을 일시적으로 되찾았으나 신라 진흥왕의 배신으로 한강 유역을 잃었다. 이후 관산성 전투에서 성왕이 전사하면서 백제는 다시 쇠퇴기에 접어들었다. 백제는 이후 고구려와 다시 동맹을 맺고 신라와 계속 전쟁을 벌였다. 659년 나당 동맹이 체결된 뒤 660년 신라 태종무열왕이 당나라 군대와 연합해 백제를 침공했고, 백제의 수도였던 사비가 함락되면서 백제는 멸망했다. 이후 3년 간 백제 부흥운동이 이어졌으나 백강 전투에서 백제 및 왜 연합군이 패배하면서 부흥 운동도 막을 내렸다. 
백제는 왜와 지속적으로 우호적 관계를 유지했고, 일찍이 한강 유역에 도읍을 두었기에 중국과 바로 교역을 할 수 있었으며 요서와 탐라 지역에도 영향력을 행사하였다. 특히 일본에는 천자문, 불교 등을 비롯한 여러 중국의 선진 문물 및 한반도의 기술을 전래해주기도 했다. 일부 백제인들은 도래인으로 가서 일본 문화 및 정치에 영향력을 행사하기도 했다. 
백제의 문화는 삼국의 문화 중 가장 유려하고 미학적 예술성이 뛰어난 것으로 평가받는다. 국보 금동미륵보살반가사유상과 백제 금동대향로 등 백제의 문화유산은 대한민국 역사학계 및 예술계에서 그 우수성과 미학성으로 찬사를 받고 있다. 또한 2015년 7월 4일에는 유네스코에서 백제의 옛 수도인 공주시와 부여군, 그리고 백제 유적이 있는 익산시의 백제 시기 문화유적지를 묶어 백제역사유적지구로 지정한 바 있다.

## 국호
기록상 백제는 나라 이름을 몇 차례 바꾸었다. 삼국사기에 처음 나오는 백제의 국호는 십제(十濟)이다. 그러다 온조왕(溫祚王)이 형인 비류(沸流)가 다스리던 백성을 합쳐 더 큰 나라를 만들 때 비류의 백성들이 모두 즐거워하여 나라 이름을 백제(百濟)로 고쳤다는 설명이 있다. 한편 중국 측의 역사서인 《삼국지(三國志)》〈위서(魏書)〉동이전(東夷傳)에서는 한자가 조금 다른 백제(伯濟)가 마한에 속했다고 기록한다. 또한 『수서(隋書)』 백제전에는 처음에 백여 호(戶)가 바다를 건너[百家濟海] 남하하여 나라를 세웠기 때문에 백제라 하였다고 씌어 있다. 백제의 국호에 대한 삼국사기와 수서의 설명 가운데 어느 쪽이 맞는지는 아직 가려내기 어렵다.
한편 삼국사기에 따르면 성왕 16년, 538년에 웅진에서 사비로 천도하며, 국호를 남부여(南扶餘)로 바꿨다. 다만 남부여라는 국호가 멸망 때까지 사용되었는가는 확실히 알 수 없다. 왜냐하면 1995년에 발견된 백제창왕명석조사리감에서 “백제창왕(百濟昌王)”이라는 표현이 보이기 때문이다. 성왕이 국호를 남부여로 했음에도 바로 다음 왕인 창왕, 즉 위덕왕대에 와서 다시 백제(百濟)라고 표현한 것은 그만큼 성왕의 의도가 위덕왕대에 부정되고 있었던 상황을 나타낸다고 볼 수 있다.
또한 백제의 별칭으로는 응, 응준, 응유가 있으며, 예군 묘지명에 나타나는 일본이 백제를 가리킨다는 가설도 제기되었다.

## 역사

### 한성기

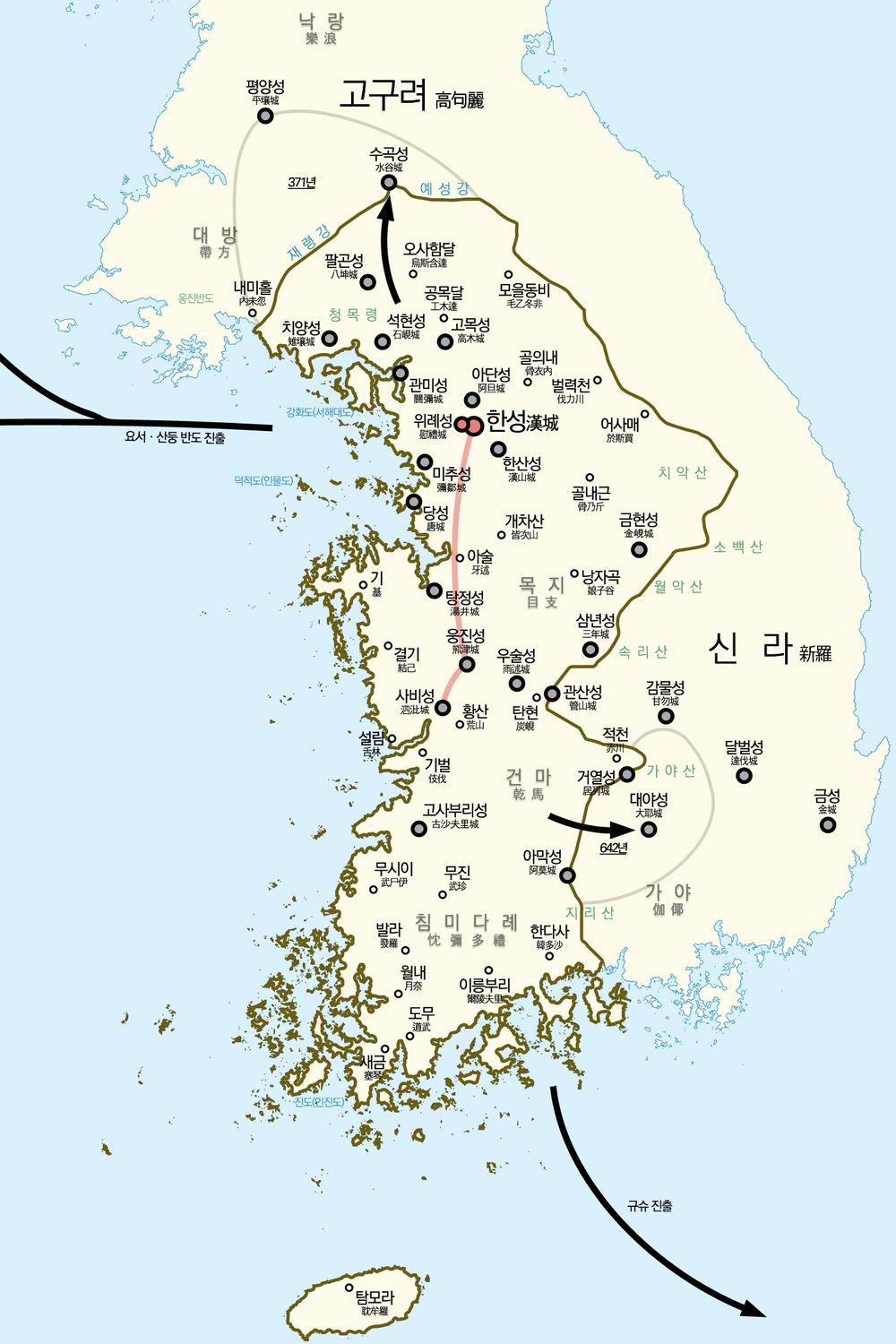
백제의 최대 지배권역

삼국사기 등에 의하면, 백제는 기원전 18년 온조왕에 의해 건국되었다. 온조왕은 고구려의 주몽의 아들로 알려져 있으며, 남하하여 하남 위례성을 수도로 삼아 백제를 건국하였다. 이후 백제는 한강 유역에서 기반을 다져나가면서 주변 세력과의 대립과 교류 등을 통해 점차 성장하였다. 4세기 근초고왕 시기에 전성기를 맞아 중국의 동진과 활발한 교류를 맺고, 왜와의 관계를 통해 선진문물을 일본열도에 전래하였다. 또 마한 전 지역을 직간접적으로 복속시키고, 북상하여 고구려 영토인 현 황해도 일대까지 권역을 확장하였다. 
하지만 5세기 후반, 고구려 장수왕의 남진 정책으로 인해 한성은 475년 함락되었고, 개로왕이 전사하면서 백제는 수도를 웅진(충청남도 공주)으로 옮기게 되었다.

### 웅진기
5세기 이후 고구려의 장수왕에 적극적인 남하 정책에 밀려 결국 개로왕이 사망하였다. 결국 백제는 한강 유역의 수도 한성을 빼앗기고 금강변의 웅진으로 수도(475년)를 옮기면서 영토가 크게 위축되었다. 또한 중국과 왜국의 정세 변화에 따라 무역 활동도 침체되어 경제적으로 어려움을 겪게 되었다. 이 과정에서 왕권이 약화되고 귀족 세력간 내분이 발생하였으며, 문주왕 때는 해구와 같은 무인 실권자가 등장하여 백제의 상황은 더욱 악화되었다.
5세기 후반 동성왕 때부터는 다시 사회가 안정되면서 왕권을 회복하기 시작하였다. 동성왕은 혼인을 통해 신라와의 동맹을 강화하여 고구려에 투쟁하였고, 무령왕은 양직공도에 의하면 지방의 22담로에 왕족을 파견함으로써 지방에 대한 통제권을 강화하였다. 한강유역의 상실로 인한 인적·물적 기반의 약화를 영산강 유역을 확보하여 만회하였으며, 기문지역을 확보하여 백제의 영향력으로부터 이탈을 꾀하면서 독자노선을 추구하던 가야를 견제하기 시작한다. 이러한 노력을 통해 백제는 정국운영에 안정을 가져올 수  있었다.
한편 북제서에는 571년 위덕왕을 동청주자사(東靑州刺史)로 임명한 기록이 있어 일부 재야사학자들과 대륙사관론자들은 이를 백제가 뤄양을 정복한 근거로 보기도 한다.

### 사비기
성왕은 금강과 함께 넓은 평야지대를 갖춘 부여 지역의 사비성으로 수도를 옮기고(538년), 국호를 남부여로 개칭하면서 중흥을 꾀하였다. 중앙 관청과 지방 제도를 정비하고, 승려를 등용하여 불교를 진흥하였으며, 중국 대륙의 남조와 교류하였다. 또한 왜에 불교를 전파하기도 하였다. 이후 성왕은 고구려의 내정이 불안한 틈을 타서 신라와 연합하여 일시적으로 한강 유역을 수복하였다. 하지만 점령하였던 한강 하류지역을, 상류지역을 차지하기로 했던 신라가 곧 공격하면서 빼았았고, 성왕은 결국 신라와의 관산성 전투에서 전사하였다.
무왕은 신라에 적대적인 태도를 취하는 한편 동아시아의 양대 세력인 고구려와 수나라가 각축전을 벌일 때, 어느 한쪽에 가담하기보다는 양쪽의 대결을 이용한 기회주의를 펼쳤다. 이와 더불어 절대 왕권을 과시하려는 목적에서 대규모 역사(役事)를 단행하였다. 630년 사비성을 중수했으며 고향인 금마저(전라북도 익산)를 중시해 별도(別都)로 경영하고, 장차 천도(遷都)할 계획까지 세우고 있었다. 또한 정실 왕후 사택씨(沙宅氏) 세력의 보시로 막대한 경비와 시간을 들여 익산에 백제 최대 규모의 미륵사(彌勒寺)를 창건했다. 미륵사와 관련된 일화로 고려 시대의 승려 일연의 삼국유사에서는 서동 출신 무왕과 신라 선화공주의 이야기가 있다. 기존에는 삼국유사를 기반으로 미륵사 창건이 선화공주가 중심이 됐다는 설이 지배적이었으나, 2009년 1월 14일에 미륵사지 서탑 해체 중 발견된 금동사리함 명문에는 '우리 백제 왕후께서는 좌평(佐平) 사택적덕(沙宅積德)의 따님으로 지극히 오랜 세월에 선인을 심어 금생에 뛰어난 과보를 받아 만민을 어루만져 기르시고 불교의 동량이 되셨기에 능히 정재를 희사하여 가람을 세우시고, 기해년(639년) 정월 29일에 사리를 받들어 맞이했다'라고 적혀있다. 결과적으로 무왕은 실리적인 정치외교와 익산 천도를 통해 귀족 세력의 재편성을 꾀하였고, 이는 관산성 전투 패배 이후 동요된 백제 왕권을 회복하여 이후 의자왕 대에 절대 왕권을 구축하는 기반이 되었다.

### 멸망
의자왕은 즉위 초기부터 신라를 지속적으로 공격하여 여러 성을 빼앗는 등 활발한 대외활동을 통해 왕권을 더욱 강화시켰다. 하지만 이는 신라가 당나라와 더욱 연결되는 원인이 되었으며, 곧 돌궐-고구려-백제-왜와 당-신라의 십자 외교구도로 이어졌다. 결국 백제는 신라와 당나라 연합군의 공격을 받아, 계백의 결사항전에도 불구하고 660년에 사비성이 함락되며 멸망하였다.

## 종족구성

### 부여(扶餘)계
백제의 왕족이다. 부여로부터 백제로 이어진 계통을 살펴보면, 우선 온조 시조설에 의하면 북부여(北扶餘) 난을 피하여 온 추모(鄒牟)가 졸본부여 지역에 고구려를 건국하였고 졸본부여에서 남하한 추모의 아들 온조가 하남 위례성에 백제를 건국한 것으로 알려져있다. 또한 비류 백제설에 의하면 원래 북부여의 왕 해부루가 천제의 아들임을 칭하는 해모수에게 왕위를 물려주고 가섭원으로 가서 동부여의 시조가 되었는데 해부루의 서손인 우태의 아들 비류가 미추홀에 백제를 건국한 것으로 나온다. 이들 두 세력은 백제의 가장 강력한 왕족으로 군림한다.
주요성씨는 아래와 같다.
- 북부여(北扶餘)계
  - 왕족 : 부여씨(扶餘氏).
  - 왕족 분파 : 계백씨(階伯氏), 흑치씨(黑齒氏), 귀실씨(鬼室氏)[b], 고이씨(古爾氏), 동성씨(東城氏)[c], 난씨(難).[d]

- 동부여(東扶餘)계 : 해씨(解氏)[e], 우씨(優氏).

- 졸본부여(卒本扶餘)계 : 마씨(馬氏), 해씨(解氏).[f]

### 한(韓)계
『삼국지』동이전에 의하면 한(韓)은 마한, 진한, 변한으로 나누어지며 대체로 한강 이남과 태백산맥 이서에 위치한 것으로 파악되고 있다. 준왕의 고조선 유민이 정착한 마한과, 위만조선 유민이 정착한 진·변한은 같은 한인(韓人)이지만 시기의 차이와 정착한 지역의 지리적 환경에 따라 상호 간에 구분이 생겨났을 것이라는 견해가 있다.
주요성씨는 아래와 같다.
- 마한계 : 목·목리씨(木刕氏·木劦氏·木羅氏)[g], 사·사택씨(沙宅氏), 연·연비씨(燕比氏), 백씨(苩氏).
- 진·변한계 : 국씨(國氏).

### 예(濊)계
예인의 주 분포지는 한반도내의 함경도 및 강원도의 동해안 일대, 한강 이북의 경기도, 황해도, 강원도 서쪽 일대와 만주의 농안, 장춘 지역으로 비정한다. 이 중 한강 이북 경기도, 황해도, 강원도 일대의 예인들이 백제로 이동해 온 것으로 추정한다. 학계에서는 대체로 『삼국사기 』백제본기 초기 기록에 등장하는 말갈을 예족으로 본다.
주요성씨는 아래와 같다.
- 동북예(東北濊)계[h] : 구파씨(仇頗氏).
- 한북예(漢北濊)[i] : 진씨(眞氏), 곤씨(昆氏).

### 맥(貊)계
『삼국지』 고구려전에 의하면 맥(貊)은 거주 지역에 따라 대수맥(大水貊), 소수맥(小水貊)으로 불렸다. 맥인의 주요 분포지는 고구려 지역이었으며, 춘천, 한강 이북 경기도와 황해도 일대로 추정된다. 『삼국사기』에는 온조왕대 춘천지역을 복속한 것으로 나오지만 실상은 고이왕대로 보는 견해도 있다. 또한 근초고왕과 근구수왕때 백제의 영역이 서북으로는 황해도 배천까지, 동북으로는 황해도 신계지역까지 진출 한 것으로 보인다. 북부 경기지역과 황해도 지역에 분포하였던 맥인은 백제가 웅진으로 천도하기까지 백제민의 일부를 이루었다고 할 수 있다.
주요성씨는 아래와 같다.
- 흘씨(屹氏).[l]

### 한(漢)계
『수서』백제전의 "사람들은 신라·고구려·왜 등이 섞여 있으며, 중국사람도 있다."라는 기록을 통해 당시 백제에 중국인이 살고 있었음이 확인된다. 한(漢)족들은 중국 본토에서 직접 이주해 오거나, 낙랑군·대방군에서 이주해온 사례가 있다. 또한 북위의 침공을 피해 망명한 북연인들, 책계왕과 대방왕녀 보과(寶菓)의 혼인을 통해 같이 따라온 시종과 가족들 등이 확인된다. 이들은 주로 對중국 외교·군사 업무에 종사하였다.
주요성씨는 아래와 같다.
- 왕씨(王氏), 고씨(高氏)[m], 장씨(張氏), 양씨(楊氏), 진씨(陳明), 풍씨(馮氏), 희씨(姬氏).

### 왜(倭)계
백제와 왜는 정치, 경제, 문화적으로 밀접한 관계를 가졌다. 『일본서기』에는 왜계 출신자로서 백제의 관료로 복무한 자들이 다수 확인된다. 왜인과 한반도에 거주하던 여성 사이에 태어난 자식을 '한자(韓子)'라고 하였는데 이들은 아버지의 성을 따랐다.
주요성씨는 아래와 같다.
- 기신씨(紀臣氏), 길비씨(吉備氏), 물부씨(勿部氏).

## 중앙 관제
관서는 내관 12부와 외관 10부로 나뉘어 총 22부가 있었다.
내관에는 전내부(前內部)·곡부(穀部)·육부(肉部)·내경부(內𢈴部)·외경부(外𢈴部)·마부(馬部)·도부(刀部)·공덕부(功德部)·약부(藥部)·목부(木部)·법부(法部)·후궁부 등이 있었는데, 이들은 왕실·궁내에 속하는 관서였다.
외관에는 사군부(司軍部)·사도부(司徒部)·사공부(司空部)·사관부(司冠部)·점구부(點口部)·외사부(外舍部)·조부(綢部)·일관부(日官部)·시부(市部)가 있었다. 이들은 일반 정무를 담당하였다. 종래의 족장 선출의 유풍이 남아 각 관서의 장은 3년마다 교체되었다.

## 행정 구역
지방 행정은 원래의 부족 세력과는 전혀 무관한 방위로 표시하였다. 성왕 때 수도를 5부로 구분하고 전국을 5방으로 나누었다. 방 밑에는 10군을 두었으며, 방에는 장관격인 방령과 차관격인 방좌를 두어 통솔케 하고, 군마다 3인의 장이 있어 700~1,200명의 사졸을 거느리게 하여 국왕의 호족 지배의 거점으로 삼았다. 그밖에 전국 22개의 행정구역에는 왕자·왕족을 살게 했으며, 이를 ‘담로’라 하였다.

## 경제
삼한 시대 때 벼농사를 시작하였다. 이후 직조술 ·염색술 등 수공업이 발달하였고, 무기·불상 등 금속공업도 가능해졌다. 왕토사상이 원칙이고 토지의 측량방법은 두락제를 썼으며 조세는 조를 쌀로, 세는 포목, 비단 실과 쌀을 내었고, 재앙에 따라 차등을 두었다. 중국 남부 및 왜와 교역이 성행하여 왜에 말 ·누에 ·직조법 ·양조법 등의 생산품과 그 기술이 전파되었다. 무역항으로는 영암성이 번성하였다.

## 사회

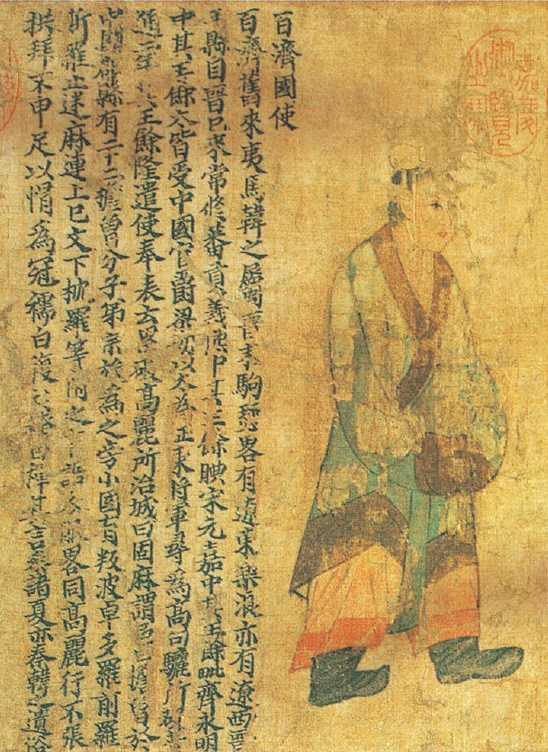
〈양직공도〉에 나오는 백제 사신의 모습

백제의 언어와 풍속은 고구려, 신라와 큰 차이가 없었다. 활쏘기를 좋아하는 점에서 고구려와, 형법의 적용이 엄격한 점에서 신라와 유사하였다. 반역자나 전쟁터에서 퇴각한 군사 및 살인범은 참수했고, 도둑은 귀양을 보냄과 동시에 2배를 물게 하였다. 그리고 관리가 뇌물을 받거나 횡령을 했을 때는 3배를 배상하고 종신형에 처하였다.
지배층은 왕족인 부여씨와 8성의 귀족으로 이루어졌다. 중국의 고전과 역사책을 즐겨 읽었고, 한문과 관청의 세무에도 밝았다. 음주, 바둑, 장기는 삼국의 지배층이 즐기던 오락이었다.

## 문화
백제는 천문에 있어 고구려와 신라보다 뛰어났다. 평양이나 경주보다 부여에서는 더 정밀한 일남중 고도를 측정할 수 있었기에 천문지식에 있어서 고구려와 신라가 백제에 미치지 못했다는 연구 결과가 있다.

### 한학
오경박사·의박사·역박사 등이 있었던 것으로 보아 한학의 존재를 짐작할 수 있다. 472년 북위에 보낸 국서가 《위서》에 실려 있다. 또한 541년 양나라 사신 육허가 와서 〈예론〉을 강의하였으며, 근초고왕 때의 아직기와 근구수왕 때의 왕인이 왜에 한학을 전하였다. 무령왕 때는 단양이·고안무 등이 왜에 유학을 전하였다. 백제의 첫 역사서는 375년에 고흥이 편찬한 《서기》이며, 《일본서기》에 따르면 《백제기》, 《백제본기》 《백제신찬》 등의 역사책도 있었다고 하나, 모두 잃어버렸다.
주서에는 다음과 같은 글이 나온다. '응유 사람들은 말타기와 활쏘기를 중시하며, 고전이나 역사서를 좋아한다. 그중에 준수한 자는 꽤 능숙하게 문장을 짓고 음양오행을 이해하고 있다.'

### 종교
《주서》는 백제에 대해 “절과 탑이 매우 많다.”고 기록하고 있다. 불교가 융성했음을 알려주는 대목이다. 불교는 384년 서역의 승려인 마라난타에 의해 동진에서 전래된 것이 기록상 최초로 나타난다. 침류왕은 마라난타를 궁궐에 머물게 하면서 이듬해에는 사원을 지어 승려 10명을 거처하게 했다. 응유의 불교는 이 때부터 시작된다고 여겨진다. 전래 초기부터 국가적인 차원에서 숭상·장려되었고, 국가적인 차원에서 사찰을 건립한 경우도 많았다. 577년(위덕왕)에 착공해 634년(무왕 35)에 완성된 왕흥사는 호국사찰이다. 599년(법왕 1)에는 생물을 죽이지 못하게 하는 국왕의 명이 있었으며, 민간에서 기르는 매를 놓아주며, 어로와 사냥도구들을 강제로 불태운 적도 있었다. 백제의 불교는 계율의 연구가 활발했으며 겸익이 대표적인 계율종 승려였다. 한편 백제 금동대향로로 미루어 보아 도가와 신선 사상이 발달하였음을 짐작할 수 있다. 산경문전이나 사택지적비에도 도교사상의 영향이 발견된다. 또한 낙랑·대방의 중국인과 접하면서 일찍부터 한문과 유교를 접했다. 그리하여 4세기 중엽 역사서인 〈서기〉가 편찬되기도 했고, 오경박사를 두면서 유교를 장려했다.

### 건축

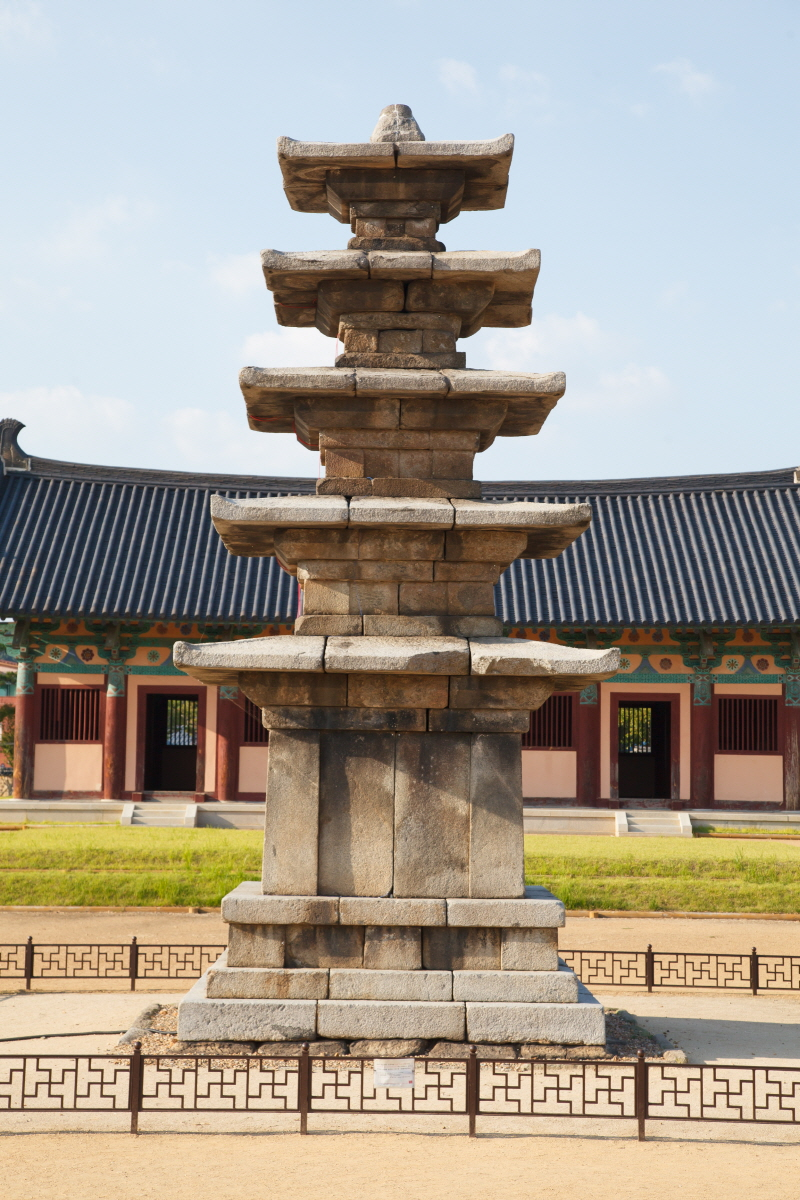
부여 정림사지 오층석탑의 정면

불교 미술이 발달하였다. 7세기 신라가 동아시아에서 가장 큰 황룡사 9층 목탑을 건설할 때 아비지가 초빙된 사실과 왜국 사원을 창립하기 위하여 사공과 기술자 등이 건너간 사실에서 백제의 봉사를 짐작할 수 있다. 동성왕 때의 임류각, 의자왕 때의 태자궁·망해정이 건축된 기록은 있으나 고려시대에 파괴되었으며, 부여 정림사지 오층석탑, 익산의 미륵사지 석탑 등만 남아 있다. 정림사지 오층석탑은 우아한 곡선으로 안정감을 주며 백제의 석탑 중에 가장 우수하다.
조각품으로는 석불과 금동불, 불상 등이 있다. 말기에는 남조의 영향을 받은 것으로 추정되는 전축분이 많이 남아있다. 무령왕릉에서는 사대주의를 반영하는 듯 양나라 유물이 출토되었다.
묘는 시체를 가매장하고 일정 기간이 지난 다음 발굴하여 뼈를 씻고 장례한 후 다시 매장하는 복장이 가능한 석실묘다. 벽화의 내용면에서 고구려의 도움을 받은 것으로 보인다. 초창기 고분은 서울 송파구 석촌동의 것이 대표적인데, 이는 졸본 지방의 고구려 초기 고분과 유사한 적석총이며, 웅진시대의 공주시 송산리 고분은 굴식 돌방 고분이다.
또한 무령왕릉과 같은 벽돌무덤은 중국 남조의 영향을 받았다. 특히 무령왕릉은 연화문의 벽돌로 된 아치형의 벽돌무덤으로 여기에서 출토된 유물로는 금관·석수·청동경·자기·지석·장신구 등이 있는데, 이 고분을 통해 백제의 사회, 양나라와의 문화교류, 장사를 지내는 예법과, 특히 신라와의 문화교류, 문화의 특수성과 공통성을 확인할 수 있는 고분이다.
또 사비시대의 부여 능산리 고분은 굴식 돌방고분으로 송산리 고분보다 규모는 작으나 건축기술과 연화문 ·운문, 사신도의 벽화가 세련되었다. 그리고 충남 서산에 있는 마애삼존불상은 화강암에 새긴 마애석불인데, 화려한 옷차림, 짙은 미소를 띤 온화함은 ‘불교의 미소’로 알려져 있다.
그 밖에도 금동관세음보살입상, 무령왕릉의 출토품인 금제 관식 ·석수 ·동자상, 금은 장식품인 목걸이 ·팔찌 ·귀걸이 등이 유명하며 산수문전 ·연화문전 등과 기와 등에도 미술을 감상할 수 있는데, 고구려의 와당은 힘과 정열(와당의 귀신상)을 표현한 데 비하여 백제의 와당(기와의 막새나 내림새의 끝에 둥글게 모양을 낸 부분)은 연약함이 특색을 이룬다.

### 예술

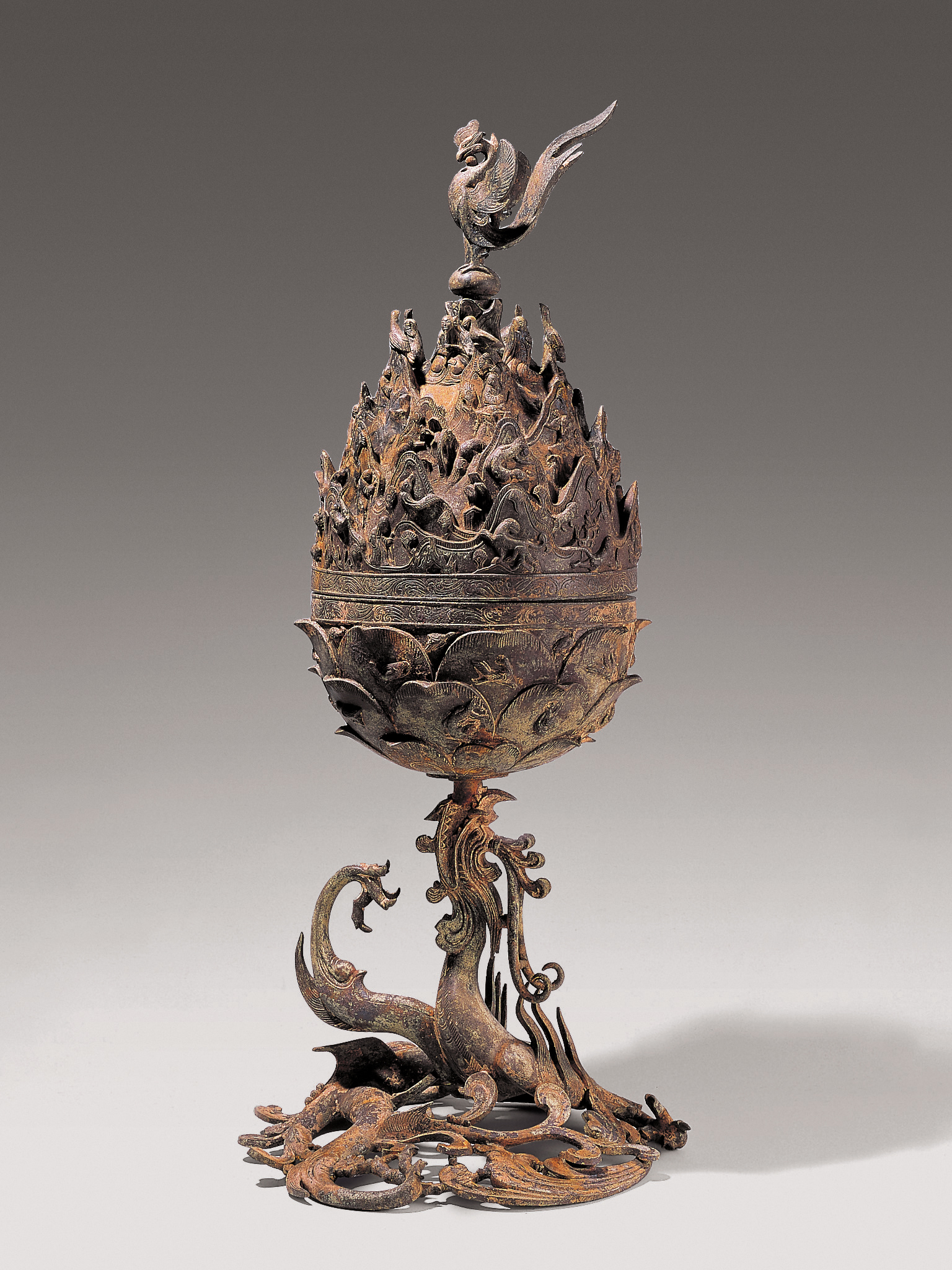
백제 금동대향로

그림은 능산리 고분의 연화문 ·운문, 사신도의 벽화와 송산리 고분의 신수도가 우아한 면을 표현해 주고 있으며, 화가로는 위덕왕의 왕자로 왜국에 건너가서 쇼토쿠 태자를 그린 아좌태자와 백제 말기에 일본에 건너가 산수화를 전하고 사천왕상을 남긴 하성이 있다. 그리고 글씨로는 사택지적비(사륙변려체), 무령왕릉의 지석(해서체) 등이 있다.
음악은 5∼6세기에 남송과 북위의 기록에 백제 음악이 적혀 있고, 《일본서기》에 보면 백제의 음악가가 왜에 건너가 음악을 가르쳤다는 기록이 있다. 고 ·각 ·공후 ·쟁 등의 악기가 있었다고 한다. 또한 백제의 미마지가 중국 오나라에서 배운 음악을 왜에 전한 사실이 널리 알려져 있다. 작자 ·연대가 미상인 《정읍사》가 《악학궤범》에 전해지며, 노래의 제목만이 《고려사》 〈악지〉에 전해지는 것으로는 《지리산가》 《무등산가》 《방등산가》 《선운산가》 등이 있다.

### 교류
백제는 후기부터 양을 비롯한 남조의 각국으로부터 문화를 전수받았다. 양나라에는 조공을 보내어 불교 등의 경서와 모시박사·공장·화사를 청하는 등 양의 문화를 수용하였고, 이렇게 받아들인 종교와 문화는 왜국에 전파되어 아스카 문화가 시작하는데 영향을 주었다. 초기에는 아직기·왕인 등이 왜국에 한학과 유교를 전했으며, 특히 왕인은 〈천자문〉을 전해준 것으로 알려져 있다. 이외에도 오경박사가 왜국에 조공사절단으로 파견되었으며 기술자인 봉녀·야공·양주인을 비롯해 와박사·조사공 등의 건축자도 꾸준히 파견되었다.

## 대외 관계

### 고구려와의 관계
371년 평양성 전투에서 고국원왕이 전사하면서 고구려와 백제는 원수지간이 되었다. 광개토왕릉비에는 백제를 백잔(百殘)으로 비하하고 있다. 잔(殘)은 잔인하다, 흉악하다는 뜻이다. 그러나 6세기 후반 신라가 가야를 점령하며 점차 그 세력을 넓혀가자 백제는 이를 견제하기 위해 고구려와 군사 동맹을 맺었다.

### 중국 왕조와의 관계
《진서》에 따르면, 백제가 전성기였던 4세기에 근초고왕은 동진에 사신을 보내서 조공하였다 동진과 동맹을 맺어, 고구려에 투쟁하려고 하는 백제의 사대주의적 외교는 침류왕 대에도 계속되었다. 침류왕 원년 7월에도 백제는 동진에 조공하였다. 게다가 음력 9월에 동진에서 호승(胡僧) 마라난타가 오자, 궁중에 머물게 하고 1급 국빈으로 대접하였다. 470년, 송 왕조 시기에도 사신을 보냈으며, 472년에는 북위에 처음으로 사신을 보냈다. 그리고 무령왕과 성왕은 양나라에 여러 차례 조공을 보내는 대가로 양나라 귀족 칭호를 하사받았다.

#### 요서경략설
백제가 중국의 랴오시 지방을 점령하고 지배했다는 가설이다. 근거는 《송서》, 《양서》 등의 남조계 사서에 기록된 백제의 요서 지방 점령 기록이나 지리적으로 랴오시 지방과 인접한 북조계 사서에서는 관련 기록이 나타나지 않아 학계에서 논란이 된다. 국사편찬위원회에서 편찬하는 《국사》교과서에는 1990년 이전까지 백제가 요서를 정복했다고 서술하고 있었으나 1990년 이후부터는 진출이라는 표현을 사용하여 애매모호하게 표현했다.
일반적으로 역사학계에서는 백제의 요서진출을 부정하는 것이 정설이며, 긍정적으로 바라보는 견해도 상업적·군사적인 일시적 진출로 본다. 한편으로 환단고기 등의 의사 역사학을 주장하는 재야사학자들은 백제의 대륙 진출이 사실이라고 주장하며 그 강역에 대해서도 랴오시 지방뿐 아니라 산둥 반도 등 중국 곳곳으로 과장되게 비정하나 역사학계에서는 인정되지 않는다.
요서 진출 시기에 대한 문제도 논란의 대상이 된다. 《송서》, 《양서》 등의 기록에 따르면 대륙 정복 시기는 진(晉) 말기로, 고구려가 요동을 점령한 이후라고 한다. 고구려가 요동을 명백하게 점령한 시기는 광개토왕 때(391년~413년)의 일로 이 시기의 백제는 고구려와의 전쟁에서 크게 패하여 58개 성을 빼앗기는 등 중국을 다스릴 여력이 없었을 것으로 보인다. 이 때문에 고구려가 385년 일시적으로 요동을 점유하였을 때 백제의 요서 진출이 있었을 것으로 보는 학자도 있다.
또한 삼국사기, 남제서 등에는 490년에 위나라(북위) 기병의 공격을 백제가 막아낸 기록이 남아 있어 이를 근거로 일각에서는 이 시기까지도 백제가 요서지방이나 기타 해외에 영토를 통치하고 있었음을 주장하기도 한다. 그러나 학계에서는 이 기록의 위나라를 고구려의 오기로 보아 인정하지 않는 편이며, 같은 기록에 백제 측의 전공으로 '선박을 쳐부순 것(拔臺舫)'을 들고 있는 것으로 보아 위나라가 실제로 함대를 보내 백제를 침공해 왔을 것으로 보는 견해도 있는 등 논란이 매우 많다.

### 왜국과의 관계

#### 3세기 이전
기원전 3세기, 삼한과 고조선으로부터 일본 열도로 사람들의 이동이 시작되었다. 일본으로 간 고대 한국인(야요이인)들이 일본에 벼농사법을 전수해주었다는 것이 일본인 학자에 의해 일본 각지의 초기 논의 구조 형태와 농기구들, 토기, 주거 형태와 부락 등을 통해 고고학적으로 규명되고 있다. 한반도 벼농사의 도래에 관해 교토대학 사학과의 가도와키 데이지(門脇禎二) 교수는 토기의 고고학 측면에서 다루고 있다. 모름지기 일본의 벼농사 문화는 한반도 남쪽인 한국을 거쳐 직접 전해졌을 가능성이 가장 크다. 한국 특유의 바둑판형 고인돌이 기타큐슈의 조몬 시대(BC 3세기 이전) 후기 말경부터 야요이 시대(BC 3∼AD 3세기) 전기에 만들어졌다고 하는 것과, 한국의 고인돌에 있는 특유한 간석기가 기타큐슈의 야요이 시대 전기 유적에서도 발견되었다는 점 등은 야요이 문화 형성기에 한반도와 기타큐슈 사이에 밀접한 관계가 있었다는 것을 말해준다. 나가사키현의 시마바라 반도에 있는 하라야마 유적을 조사하였더니 조몬 시대 만기의 토기와 함께 한국식 고인돌 무리가 발견됐다. 또한 시마바라 반도의 구레이시바루 유적에서는 벼와 직물이 짓눌린 흔적이 있는 토기가 발견됨으로써 이미 조몬 시대 만기(晩期)에 한국 문화와 접촉이 있었으며, 야요이 문화의 주요 구성 요소 중에 벼와 직물이 조몬 만기의 사회에 전해진 것을 알게 되었다. 일본에 벼농사가 시작된 시기와 관련된 여러 요소를 검토해 보면 모든 것이 한반도 남부와 직결된다.

#### 4세기 이후

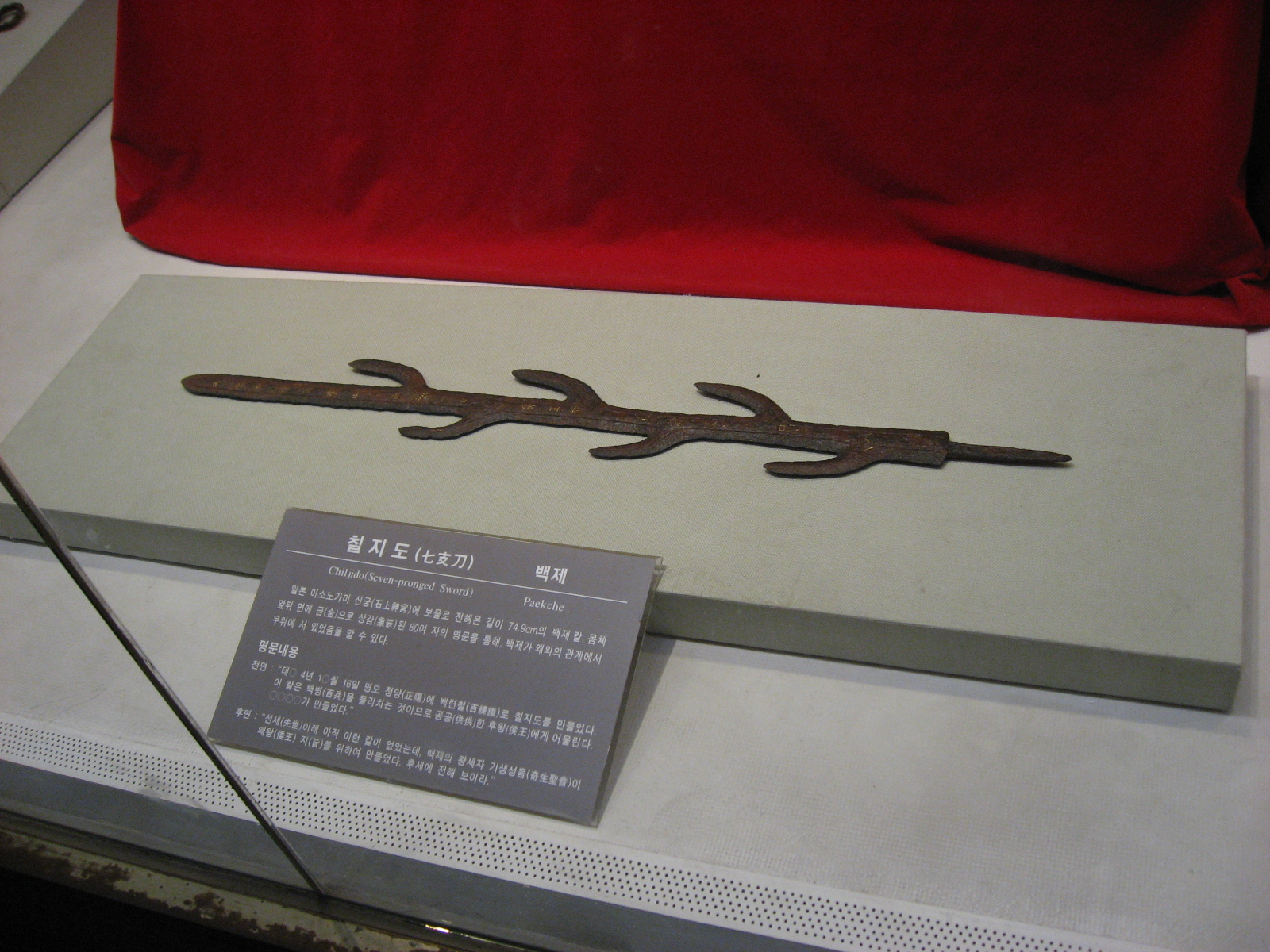
칠지도

근초고왕(재위 346년 ~ 375년)은 왜와 국교를 수립하고 많은 선진 문화를 전했다. 백제가 언제부터 왜와 통교하고 있었는지는 정확하지 않으나 근초고왕대에 이르러 양국은 활기차게 적극적인 교류를 하였다. 당시 백제가 왜에 보낸 칠지도는 양국의 교류를 보여주는 중요한 유물 중의 하나이다. 백제와 왜의 국교 수립은 서기 366년(진구 황후 46년, 근초고왕 21년)에 이뤄졌다. 백제는 근초고왕 시기 때부터 섬진강 유역으로 진출하여 하구에 위치한 하동을 대왜교역의 거점으로 확보하였다. 백제는 본래 한성에서 천안을 거쳐 금강에 와서 남원에서 섬진강을 타고 하동으로 가는 교역로를 확보하였다. 하동에서 쓰시마섬을 축으로 해서 이키섬, 그리고 규슈의 마쓰우라반도에 이르는 길과 쓰시마섬에서 오키노시마(沖ノ島), 후쿠오카현 북쪽 해안에 이르는 길이 생겨났다. 고구려 장수왕(재위: 412년 음력 10월~491년 음력 12월)의 군사들이 한성으로 남침해 개로왕이 살해(475년) 되고, 왕자인 문주왕(재위 475년~477년)은 위기에 빠진 백제를 구하기 위한 숱한 고민 끝에, 목만치와 함께 남쪽으로 갔다. 여기서 "남쪽"이 일본을 뜻한다고 하는 견해들이 있다. 이러한 견해에 따르면, 목만치는 일본에 건너가 성(姓)을 바꾸어 소가노 마치라는 이름의 귀족이 된다.

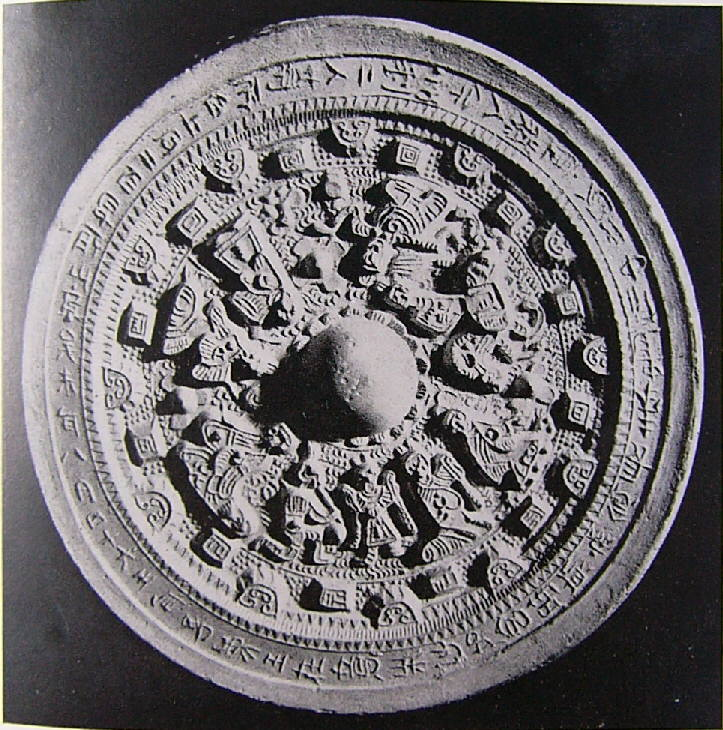
스다하치만 동경

현존하는 인물화상경(5~6세기)은 백제 무령왕(재위 501년~523년)이 게이타이 천황(재위 507년 ~ 531년)에게 선물로 보낸 거울인데, 이것은 백제와 왜의 친밀한 사이를 증명한다. 무령왕은 513년 오경박사 단양이(段楊爾)와 516년 고안무(高安茂)를 왜국에 보내어 백제의 문화를 왜국에 전해주기도 하였다. 무령왕의 왕위를 계승한 성왕(재위 523 ~ 554년)도 일본과의 우호관계를 이어갔다. 성왕 때, 백제는 일본에 불교를 전파했다(538년). 성왕은 긴메이 천황(재위 539년 ~ 571년)에게 사신과 함께 불상 및 불경을 보냈다. 이때 백제에서 건너온 물품 속에는 불교의 교리는 탁월하나 난해하고, 그것을 믿으면 무한한 복이 있을 것이라는 편지도 있었다.
불교의 수용을 둘러싸고 왜국 조정은 큰 소용돌이에 빠졌다. 긴메이 천황과 소가노 마치의 후손이자 호족인 소가노 이나메는 불교를 수용하려 했으나 또다른 호족 모노노베노 오코시(物部尾輿)와 나카토미노 가마소(中臣鎌子)가 이에 반대하였으므로, 긴메이 천황은 둘 사이에서 시달리게 되었다. 그리고, 백제는 석가불금동상 1구, 번개(幡蓋) 약간, 경론(經論) 약간권을 딸려서 달솔 노리사치계(怒唎思致契) 등을 일본에 파견(552년)하였다. 이 번개는 그 장엄함이 기록되지 않았으나 《일본서기》에 기록될 정도이므로 보통이 아니었음을 알 수 있다. 552년에는 사원 건설을 위해, 많은 학자와 기술자를 비롯하여 의사나 음악가까지 파견하였다. 이렇게 성왕은 일본에 불교를 전파하도록 하였으며 성왕은 또한 의박사 · 역박사 등의 전문가와 기술자를 교대로 파견하여 왜국에 선진문물을 전파하는 데 기여하였다.

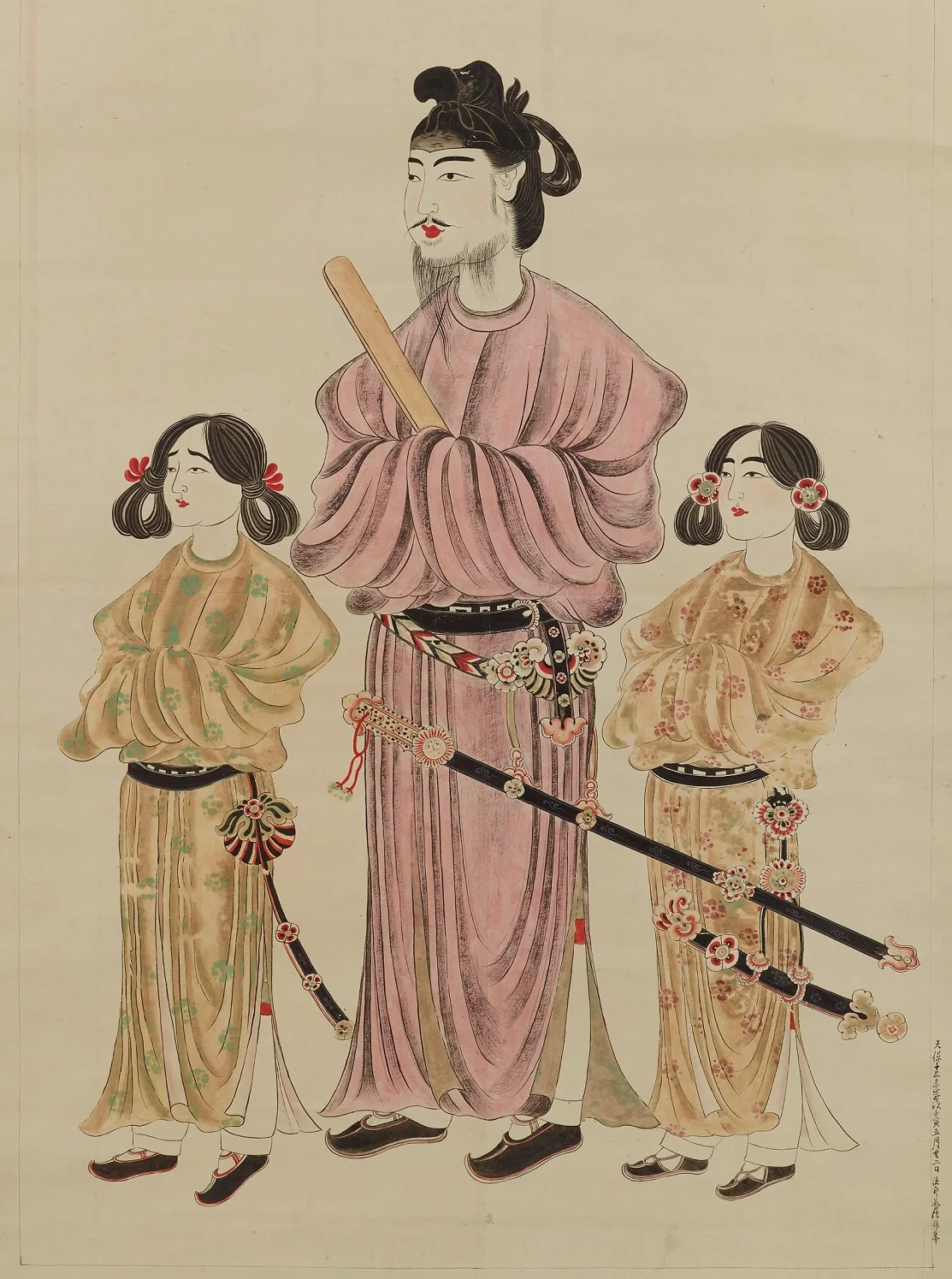
백제로부터 불교를 적극적으로 수용한 쇼토쿠 태자와 동생(왼쪽: 에구리 황자)과 장남(오른쪽: 야마시로 황손),8세기 목판 복제

위덕왕(재위 554년 ~ 598년) 때에도 교류가 이어졌다. 577년(위덕왕 24년, 비다쓰 천황 6년)에는 백제에서 일본으로 경론 몇 권, 대대적인 학자와 율사 · 선사 · 비구니 · 주금사 등 승려 집단, 불상 만드는 기술자, 사찰을 지을 목수들이 파견되었다. 이때부터 일본에서는 절과 부처 등을 만들었다. 그 뒤, 금속공예사, 기와 굽는 기술자들까지 건너갔다. 신라에서도 579년에 승려와 불상을 보냈다. 583년에는 비다쓰 천황의 요청으로 고승 일라(日羅)가 건너갔다. 584년 백제는 다시 왜국에 불상 1구와 미륵상 1구를 보냈다. 이때 대신으로 있던 소가노 우마코(蘇我馬子, (551년?~626년)는 소가노 이나메의 아들이었는데, 우마코도 부친 소가노 이나메의 불교 수용에 대한 유언에 따라 이 불상을 받아들이려 했다. 588년(위덕왕 35년)에 백제는 불사리(佛舍利)와 승려 여섯 명, 노반박사(鑪盤博士)로서 장덕(將德) 백매순(白昧淳), 와박사(瓦博士)로서 마나문노(麻奈文奴) · 양귀문(陽貴文) · 석마제미(昔麻帝彌) 등 네 명, 화공(畵工) 한 명 등 사찰 건설에 필요한 기술자를 일본에 파견하여 백제의 공예미술이 일본에 널리 전파되었다. 소가노 우마코는 불교 수용에 적극적인 성향을 보여, 마찬가지로 불교 수용에 관심을 보이던 쇼토쿠 태자와 연대하여, 불교 수용에 반대하는 배불파(排仏派)이자 국신파(国神派)인 모노노베노 모리야(物部守屋)와 정쟁을 되풀이한 끝에 승리를 거두어 오무라지(大連)인 모노노베 씨를 타도하고 중앙 권력의 정점에 섰다. 모노노베 씨는 백제에서 불교까지 들어온다면 자기네의 선주(先住) 신앙과 조정에서의 세력이 더욱 약화될 것을 우려하고 있었다. 602년 관륵(觀勒)이 일본에 건너가 천문 · 책력 · 지리 · 둔갑방술(遁甲方術) 등에 관한 많은 책을 전하고, 불교를 전파하였다.

#### 백제의 패망과 왜의 참전
의자왕 13년(653년) 백제는 왜와 우호를 통하고 동왕 16년(656년)과 17년(657년)에는 왜국에 앵무새·낙타·당나귀 등의 희귀품을 진배하였다. 그러나 신라와 당의 연합군에 의하여 660년 멸망하였다. 이후 복신이 이끄는 부흥군은 부여풍을 임시왕으로 추대하였다. 《삼국사기》와 《일본서기》의 두 기록을 종합하면 풍은 631년에 이미 왜국에 30년간 거주하고 있었다. 《일본서기》는 "의자왕이 왕자 풍장을 보내 질(質)로 삼았다" 고 적고 있고, 《삼국사기》에서도 "일찍이 왜에 질(質)로 가 있던 옛 왕자 부여풍을 맞아 왕으로 삼았다" 고 기록한다. 부흥군과 부여풍은 왜의 원병을 요청했다. 왜는 병력과 물자를 원조하였다. 663년 8월, 권력을 장악하고 있던 복신과 풍의 내분이 격화되어 결국 풍이 전라도에서 복신을 살해한 뒤, 풍은 고구려와 왜에 사신을 보내 원병을 청했다. 귀실복신의 죽음으로 부흥군 지도부가 분열하고 있을 때 신라는 서둘러 부흥군을 진압하였고, 당은 웅진도독부의 유인원의 증원요청에 따라 유인궤(劉仁軌)가 인솔하는 수군 7천 명을 파병했다. 육지에서는 당의 손인사(孫仁師)·유인원 그리고 신라의 문무대왕이 이끄는 정예군이, 바다에서는 당의 두상(杜爽) 및 옛 태자였던 부여융이 이끄는 170여 척의 수군이, 수륙협공으로 백제 부흥운동의 수도 주류성으로 진격했다. 이때 육지에서는 백제의 노병들이 진을 쳤고, 바다에서는 왜선들이 강변의 모래밭에 정박해 있었다. 왜선은 전군을 셋으로 나누어 공격했지만 전술 및 간조의 시간차로 인해 당군에 비해 수적으로 우세였음에도 불구하고 네 번 모두 참패했다. 게다가 다른 한쪽에서는 왜의 수군이 신라군에 이렇다 할 만한 손실을 입히지도 못한 채 격퇴됨으로써, 선박 건조 기술이나 수군의 전략, 군사 훈련 차원에서 당시 왜가 동아시아에서 얼마나 후진적이었는지는 보여주는 사건으로 꼽힌다. 왜병의 장수였던 에치노 다쿠쓰는 하늘을 보며 맹서한 뒤 이를 갈며 분전했지만 끝내 전사했고, 규슈의 호족이었던 치쿠시노기미 사쓰야마(筑紫君薩夜麻)도 당병에 붙들려 8년 동안이나 포로로 당에 억류되어 있다가 귀국을 허락받았다. (→백강 전투)
백제는 왜국과 교류가 많았기 때문에 왜국의 귀족층에는 백제계 도래인의 자손이 많이 있었다. 백제를 일본어로는 "구다라"라고 하는데, 나라가 멸망한 뒤에는 풍의 남동생·선광의 자손은 왜국 조정으로부터 구다라노코니키시의 성을 받아, 왜의 귀족이 된다. 간무 천황(재위 781년~806년)의 어머니인 다카노노 니가사는 무령왕(재위 501년~523년)을 조상으로 하는 도래인 야마토씨의 출신이다. 일찍이 열도로 망명한 백제인들은 현재의 오사카시에 몰려 살면서 '백제주'(일본어: 百濟洲 쿠다라스[*])라는 마을을 만들었다.

## 같이 보기
- 백제 관련 문서 색인
- 백제사(百濟寺, ja:百済寺 (広陵町), 일본 나라현 기타카쓰라기군 고료정)
- 구다라오 신사
- 히라노신사(平野神社, ja:平野神社, 일본 교토부 교토시 기타 구 (교토 시))
- 나리야스 도톤(成安道頓, ja:安井道頓)
- 구다라노코니키시 에이손
- 구다라노코니키시씨
- 부여 서씨
- 의령 여씨

### 내용주
1. ↑  문어(文語)
2. ↑  이상 봉지명(封地名)을 새로운 성으로 한 사례이다.
3. ↑  이상 중시조(中始祖) 격에 해당되는 왕의 이름을 따서 성으로 한 사례이다.
4. ↑  왕족에서 분지화하여 난씨를 칭한 것인지 아니면 왕족이 아닌 성씨로서 후일 난씨를 칭한 것인지는 분명치 않다.
5. ↑  비류계 해씨를 말한다.
6. ↑  온조보다 선주민으로 추정되는 해루(解婁)계 해씨를 말한다.
7. ↑  목지국의 왕성(王姓)으로 추정한다.
8. ↑  옥저 일대를 말한다.
9. ↑  경기도, 황해도 일대를 말한다.
10. ↑  오늘날의 압록강에 비정된다.
11. ↑  오늘날의 동가강에 비정된다.
12. ↑  흘우(屹于)의 성으로 추정하나 '흘(屹)'이 성인지 이름의 일부인지는 확실치 않다.
13. ↑  고구려 왕성 고씨와 다른 중국 낙랑‧대방계로 분류한다. 서기(書記)를 편찬한 고흥, 오경박사 고안무와 고수, 고달 등이 중국계 고씨로 추정된다.
14. ↑  우에다 마사아키 교수가 '구다+라'를 '큰+나라'로 해석한 부분은 삼국사기 지리지 기록 '大城郡, 夲 仇刀城'을 통해 교차 검증이 된다. 즉 '大-'와 '仇刀-'이 대응되는데 '仇刀'는 '굳-/구ᄃᆞ-' 정도로 재구된다.

1. ↑  내량부(內椋部)라고도 함
2. ↑  외량부(外椋部) 라고도 함
3. ↑  상부·전부·중부·하부·후부
4. ↑  동방(은진 일대) · 서방(홍성 일대) · 남방(남원 일대) · 북방(공주 일대) · 중방(고부 일대)
5. ↑  이 일에 대한 기록은 《삼국사기》엔 전무하고, 《일본서기》와 《고사기》에 전한다. 현재 남아있는 《삼국사기》백제본기에는 근초고왕 즉위부터 20년(365)까지의 기록이 빠져 있다. 때문에 그 사이에 근초고왕이 무슨 일을 했는지는 확인할 수 없다.
6. ↑  《일본서기》진구 황후(神功皇后) 46년조에 초고왕(肖古王)이라는 이름으로 처음 등장하는데, 여기서 신공황후 46년은 이주갑인상에 따르면 서기 366년으로 근초고왕 21년에 해당한다.

### 참조주
1. ↑  三國遺史
2. ↑  林下筆記
3. ↑  국사편찬위원회 :: 우리역사넷 - 신편 한국사 고대 06권 삼국의 정치와 사회 Ⅱ－백제 Ⅳ. 백제의 정치·경제와 사회 2. 지방·군사제도 1) 지방조직 (3) 촌락사회의 편제
4. ↑  이도학 (2003년 8월 4일). 《살아있는 백제사》. 휴머니스트. 22쪽. ISBN 8989899575.
5. ↑  백제 성왕 때 마한과 통합이 이루어졌다 영암신문 2019년 1월 18일
6. ↑  노성태의 남도역사 이야기>백제의 마한 병합은 6세기 중엽이었다 전남일보 2021년 3월 3일
7. ↑  다만 과거에는 근초고왕 시절에 마한을 병합했다는 게 통설이었다. 한국민족문화대백과사전
8. ↑  구기 (2024년 5월 14일). “[전문가 칼럼] 시대의 아픔과 고뇌를 담은 백제 불상, 생로병사의 반가사유상과 구제의 마애석불”. 《조세금융신문》. 2024년 10월 31일에 확인함.
9. ↑  조용중 (1994). “중국 박산향로에 관한 고찰”. 《미술자료》 (국립중앙박물관).
10. ↑  우리역사넷
11. ↑  문화콘텐츠닷컴
12. ↑  조법종. “백제 별칭 응준고”. 《백제유적지구 디지털 아카이브》.
13. ↑  ““일본은 원래 백제땅 일컫는 말이었다””. 2012년 6월 6일. 2021년 6월 26일에 확인함.
14. ↑  강봉룡, 《영산강유역의 고대사회와 나주 나주지역 고대사회의 성격》, 나주시․목포대학교 박물관, 1998, 81～82쪽 ; 김영심, 《百濟 地方統治體制 硏究 - 5～ 7세기를 중심으로 -》, 서울대학교 박사학위논문, 1997, 63쪽  : 탐라를 정벌하기 위해서 뿐만 아니라, 이와 더불어 영산강 유역의 옹관묘집단에 대한 영향력을 더욱 견고히하기 위해서였다고 여겨진다.
15. ↑  미륵사 석탑 금제사리봉안기 원문
16. 1 2 3 4 5 6 7 8  노중국,《百濟의 姓氏와 貴族家門의 出自》 『대구사학」 89, 2007.
17. ↑  노중국, 앞의 논문.
18. ↑  《삼국사기》지리지 : 賈耽의 古今郡國志를 인용하여 삭주=춘천이 古之貊地라고 하고 있다.
19. ↑  『삼국지』고구려전 :  南與朝鮮濊貊接.], 함경도 함흥지역, 즉 『삼국지』 한전 : 辰韓在東 十有二國 其北與濊貊接 ; 동옥저전 : “東沃沮在高句麗蓋馬大山之東 濱大海而居...北與挹婁扶餘 南與濊貊接”.
20. ↑  노중국, 《백제정치사연구》, 일조각, 1988,
21. ↑  노중국,《百濟의 姓氏와 貴族家門의 出自》 『대구사학」 89, 2007.
22. ↑  《속일본기》 延曆 10년 4월 : 근초고왕이 왜에 파견하여 논어와 천자문을 전해준 왕인의 조부 왕구(王狗)는 한고조의 후예인 一鸞의 후손으로서 여러 곳을 유이하다가 백제로 왔다고 한다.
23. ↑  윤용구,《중국계 관료와 그 활동》『백제의 대왜교섭』백제문화사대계 연구총서 9, 충청남도역사문화연구원, 2007, 262-263쪽 : 『속일본기』 延曆 4년 6월 기사는 고구려와 백제가 樂浪, 帶方故地를 둘러싸고 대립하는 상황에서 두 세력 사이에 끼인 대방군 주민들이 백제를 통해 왜로 간 것으로 보아야 하며 이 과정에서 일부는 왜로 가지 않고 백제에 그대로 머물렀을 가능성이 있다.
24. ↑  정재윤,《중국계 백제관료에 대한 고찰》, 『史叢』 77, 고려대학교 역사연구소, 2012 ; 노중국,《百濟의 姓氏와 貴族家門의 出自》 『대구사학」 89, 2007 : 북연의 황제 풍홍(馮弘)은 북위의 침공을 피해 고구려로 망명하는 과정에서 송과 고구려 사이에 미묘한 긴장 관계가 형성되었는데 이를 피해 일부는 백제에도 온 것으로 보인다. 비유왕대에 송에 보낸 사절 중에 풍야부가 그의 후손으로 추정된다.
25. ↑  <양직공도>는 양나라의 원제(元帝)인 소역(蕭繹, 505∼554)이 제위(帝位)에 오르기 전인 형주자사(荊州刺史) 재임시(526∼539)에 편찬한 도서(圖書) 이다
26. 1 2  “첨성대에서 보는 별자리와 경주 고분 및 유적들”. 프레시안. 2012년 9월 12일.
27. ↑  영호덕 등 (636). 〈주서 권49 백제〉. 《주서》. 僧尼寺塔甚多，而無道士。
28. ↑  조법종 (2007). 《이야기 한국고대사(고조선에서 통일신라까지, 우리 역사를 찾아서)》. 청아출판사. 200쪽. ISBN 978-89-368-0359-9. 중국사서 《주서》는 백제에 대해 “절과 탑이 매우 많다.”고 기록하고 있다. 불교가 융성했음을 알려주는 대목이다.
29. ↑  김부식 (1145). 〈본기 권24 침류왕〉. 《삼국사기》. 秋七月 遣使入晉朝貢 九月 胡僧摩羅難陁自晉至 王迎之致宮內 禮敬焉 佛法始於此 (가을 7월에 사신을 진(晉)나라에 보내 조공하였다. 9월에 호승(胡僧) 마라난타(摩羅難陁)가 진나라에서 왔다. 왕이 그를 맞이하여 궁궐 안으로 모셔 예우하고 공경하니, 불교가 이로부터 시작되었다. )
30. ↑  김부식 (1145). 〈본기 권24 침류왕〉. 《삼국사기》. 二年 春二月 創佛寺於漢山 度僧十人 冬十一月 王薨 (2년(385) 봄 2월에 한산(漢山)에 절을 세우고 열 사람이 승려가 되는 것을 허가하였다[度僧]. 겨울 11월에 왕이 죽었다. )
31. ↑  《삼국사기》에는 600년(법왕 2년) 봄 정월에 법왕이 왕흥사를 창건하고, 30명이 승려가 되는 것을 허가하였다라고 기록되어 있다.(김부식 (1145). 〈본기 권27 법왕〉. 《삼국사기》. 二年 春正月 創王興寺 度僧三十人 ...  (2년(600) 봄 정월에 왕흥사(王興寺)를 창건하였고, 30명이 승려가 되는 것을 허가하였다[度僧]....  )) 그러나 2007년 10월 10일 왕흥사지 터에서 발견된 사리함 몸통에 한자 '丁酉年二月 十五日 昌爲亡王 子爲刹本舍 利二枚葬時 神化爲三'(정유년 2월15일 창(昌)이 죽은 왕자를 위해 절을 세우고 본래 사리 두 매를 묻었을 때 신의 조화로 셋이 되었다)라는 글이 음각되어 있는 것이 밝혀져, 실제 창건 연도가 삼국사기 기록보다 23년 앞선 것으로 확인되었다.
32. ↑  김부식 (1145). 〈본기 권27 법왕〉. 《삼국사기》. 法王 ... 冬十二月 下令禁殺生 收民家所養鷹鷂放之 漁獵之具焚之 (법왕(法王)은 ...  겨울 12월에 명령을 내려 살생을 금지하고 민가에서 기르는 매와 새매를 거두어 놓아주게 하였으며, 고기 잡고 사냥하는 도구들을 강제로 태워버리게 하였다.)
33. ↑  일연 (1281). 〈탑상 - 황룡사9층탑〉. 《삼국유사》. 貞觀十七年癸卯十六日將 唐 帝所賜經像袈裟幤帛而還國以建塔之事聞於上 善德大王 議於群臣群臣曰請工匠於鷹遊然後方可乃以寳帛請於鷹遊匠名 阿非知 受命而來經營木石伊于 龍春 一云 龍樹 幹蠱率小匠二百人(정관 17년 계묘 16일에 당 황제가 하사한 경전·불상·가사·폐백을 가지고 귀국하여 탑을 건립하는 일을 왕에게 아뢰었다. 선덕대왕이 군신에게 의논하였는데, 신하들이 “응유에서 공장(工匠)을 청한 연후에야 바야흐로 가능할 것입니다”라고 하여 이에 보물과 비단을 가지고서 응유에게 청하였다. 아비지가 목재와 석재를 경영하였고 이간(伊干) 용춘 (龍春)이 주관하여 소장(小匠) 200명을 이끌었다. )
34. ↑  조법종 (2007). 《이야기 한국고대사(고조선에서 발해까지, 우리 역사를 찾아서)》. 청아출판사. 200쪽. ISBN 978-89-368-0359-9. 불교 미술이 발달하였다. 신라의 황룡사 9층 목탑을 지을 때 아비지가 초빙된 사실이나 왜국 사원을 창립하기 위하여 사공(寺工)과 기술자 등이 건너간 사실에서 백제의 봉사를 짐작할 수 있다.
35. ↑  삼국사기 백제본기 개로왕 18년
36. ↑  김은숙 (2007). “7세기 동아시아의 국제 관계 : 수의 등장 이후 백제 멸망까지를 중심으로”. 《한일관계사연구》 (한일관계사학회) 26: 45–93. 2023년 12월 6일에 원본 문서에서 보존된 문서. 2024년 1월 10일에 확인함. UCI G704-001395.2007..26.007
37. ↑  晉書/卷009, 簡文皇帝...咸安...二年春正月辛醜，百濟、林邑王各遣使貢方物。... 六月，遣使拜百濟王餘句爲鎭東將軍，領樂浪太守。
38. ↑  유원재, 〈"백제 략유(略有)요서" 기사의 분석〉, 《백제사의 이해》, 학연문화사, 1991
39. ↑   한편 요서 경략 시기에 대해 신채호는 근구수왕 때, 정인보는 책계왕·분서왕 때, 김상기·김철준은 근초고왕 때로 보는 등 매우 다양한 가설들이 제시되고 있다.
40. ↑  이문영, 《만들어진 한국사》, 파란미디어, 2010, 237쪽
41. ↑  강성현 (2005). 《21세기 한반도와 주변 4강대국》. 가람기획. 156쪽. ISBN 89-8435-224-1. 김달수의 《일본 열도에 흐르는 한국 혼》에 의하면 고대 한반도의 고구려․백제․신라․가야국으로부터 일본 열도로의 이동이 시작된 것은 기원전 3세기, 일본의 이른바 야요이(彌生)시대부터였다고 한다.
42. ↑  홍윤기 교수 (2006년 8월 1일). “[홍윤기의 역사기행]②구다라스의 백제인 왕과 왕인 박사 ”. 세계일보. 2009년 7월 19일에 확인함. 약2000년 전에 일본으로 간 고대 한국인(야요이인)들은 ‘벼농사법’도 전수했다. 한반도 벼농사의 도래에 관해 가도와키 데이지(門脇禎二) 교토대학 사학과 교수는 고고학 측면에서 다루고 있다.  “모름지기 일본의 벼농사 문화는 한반도 남쪽인 한국을 거쳐 직접 전해졌을 가능성이 가장 크다. 한국 특유의 바둑판형 지석묘가 기타큐슈(北九州)의 조몬(繩文) 시대(BC 3세기 이전) 후기 말경부터 야요이 시대(BC 3∼AD 3세기) 전기에 만들어졌다고 하는 것과, 한국의 지석묘에 있는 특유한 마제석기가 기타큐슈의 야요이 시대 전기 유적에서도 발견되었다는 점 등은 야요이 문화 형성기에 한국과 기타큐슈 사이에 밀접한 관계가 있었다는 것을 말해준다. 나가사키현의 시마바라(島原) 반도에 있는 하라야마(原山) 유적을 조사하였더니 조몬 시대 만기(晩期)의 토기와 함께 한국식 지석묘 무리가 발견됐다. 또한 시마바라 반도의 구레이시바루(礫石原) 유적에서는 벼와 직물이 짓눌린 흔적이 있는 토기가 발견됨으로써 이미 조몬 시대 만기에 한국 문화와 접촉이 있었으며, 야요이 문화의 주요 구성 요소 중에 벼와 직물이 조몬 만기의 사회에 전해진 것을 알게 되었다.”(‘체계일본역사’·1967)
43. ↑  홍윤기 교수 (2009년 1월 13일). “[홍윤기의 역사기행]<84>고대 논터 발굴된 오사카 ‘나가하라 유적’”. 세계일보. 2009년 7월 8일에 확인함. 이 글의 결론 부분에서 니시타니 교수는 “일본에 벼농사가 시작된 시기와 관련된 여러 요소를 검토해보면 그 모든 것이 한반도 남부와 직결된다. ... ”고 했다.
44. ↑  박영규 (2004). 《한권으로 읽는 백제왕조실록(증보판)》. 웅진닷컴. 140~141쪽. ISBN 89-01-04751-9. 근초고왕은 왜와 국교를 수립하고 많은 선진 문화를 전했다. 백제가 언제부터 왜와 통교하고 있었는지는 정확하지 않으나 근초고왕에 이르러 양국 관계가 활기를 띤 것만은 분명하다. 이 일에 대한 기록은 『삼국사기』엔 전무하고, 『일본서기』와 『고사기』에 전한다. 백제와 왜의 국교 수립은 신공황후 46년(서기 366년)에 이뤄졌다.
45. ↑  도민을 위한 백제의 역사와 문화, 2006년, 충청남도역사문화연구원
46. ↑  김부식 (1145). 〈본기 권25 개로왕〉. 《삼국사기》. 二十一年...王出逃 麗將桀婁等見王 下馬拜已 向王面三唾之 乃數其罪 縛送於阿且城下戕之(21년(475년)... 왕이 [성을] 나가 도망가자 고구려의 장수 걸루(桀婁) 등은 왕을 보고는 말에서 내려 절한 다음에 왕의 얼굴을 향하여 세 번 침을 뱉고는 그 죄를 꾸짖었다. [그리고는] 왕을 포박하여 아차성(阿且城) 아래로 보내 죽였다. )
47. ↑  김부식 (1145). 〈본기 권25 개로왕〉. 《삼국사기》. 二十一年... 文周乃與木劦滿致·祖彌桀取 木劦·祖彌皆複姓 隋書以木劦爲二姓 未知孰是 南行焉 (21년(475년) 문주는 이에 목협만치(木劦滿致)와 조미걸취(祖彌桀取) <목협(木劦)과 조미(祖彌)는 모두 복성(復姓)이었다. 수서(隋書)에는 목협을 두개의 성(姓)으로 하였으니 어느 것이 옳은지 알 수 없다.>와 함께 남쪽으로 갔다.)
48. ↑  KBS역사스페셜 (2001). 《역사스페셜3》. 효형출판. 84쪽. ISBN 89-86361-55-8. 소가노의 증조부는 백제에서 건너왔는데 한국에서는 목협만치(木劦滿致, ‘목례만치’라고도 함), 왜에서는 소가노 만치라고 한다. 『삼국사기』엔 개로왕(蓋鹵王) 21년 (475) 백제가 고구려의 침략을 받은 위급한 상황에서 이 목협만치가 개로왕의 아들 문주와 함께 웅진으로 천도한 것으로 나온다.
49. ↑  정윤미 (2011). 《일본에 고함(KBS 국권 침탈 100년 특별기획)》. 시루. 31쪽. ISBN 978-89-966493-2-8. 비상시국에 군주의 자리에 오른 문주왕은 자신이 신뢰하는 한 신하에게 특명을 내린다. 위기에 빠진 백제를 구하기 위한 숱한 고민 끝에 나온 복안이었다. 그 신하의 이름이 바로 목협만치(木劦滿致)였다. ...말 그대로 문주왕은 목협만치를 남쪽으로 보냈고 그가 향한 남쪽은 바다 건너 섬나라, 즉 일본을 뜻했다.
50. ↑  〈卷第十七　繼體天皇〉. 《일본서기》. 720. 七年夏六月 ... 貢五經博士段楊爾。
51. ↑  〈巻第十七　継体天皇〉. 《일본서기》. 720. 十年夏五月 ... 別貢五経博士漢高安茂、
52. ↑  이은직 (2005). 《조선명인전》. 정홍준 역. 일빛. 28쪽. ISBN 89-5645-088-9. 백제는... 538년에는 불교를 전파했다.
53. ↑  한국종교문화연구소 (2003). 《세계 종교사 입문》. 청년사. 229쪽. ISBN 89-7278-376-5. 일본에 불교가 도입된 것은 538년 C.E(일설에는 552년 C.E.)이다. 당시의 일본 왕 긴메이(欽明) 천황이 백제의 성왕(聖王 또는 聖明王)이 사신과 함께 보내온 불상 및 불경을 받은 것이 그 시초였다. 이때 백제에서 건너온 물품 속에는 불교의 교리는 탁월하나 난해하고, 그것을 믿으면 무한한 복이 있을 것이라는 편지도 있었다고 한다.
54. ↑  〈巻第十九 欽明天皇〉. 《일본서기》. 720. 十三年...冬十月、百済聖明王、更名聖王。遣西部姬氏達率怒唎斯致契等、献釈迦仏金銅像一軀・幡蓋若干・経論若干巻。 (13년(552년) 겨울 10월, 백제의 성명왕(혹은 성왕이라고도 한다)이, 서부달솔 희씨 노리사치계를 보내 석가불금동상 1구와 깃발 약간, 경전 여러 권을 보냈다.
55. ↑  고유섭 (2005). 《구수한 큰맛》. 다할미디어. 160쪽. ISBN 89-89988-24-1. 원래 백제의 공예는 고도로 발달되었나니, 성왕 3년에 일본에 전한 번개(幡蓋)는 그 장엄함이 기록되지 않았으나, 일본 정사에 특히 그 기록이 실려 있는 것만 보더라도 보통이 아니었음을 알겠고, ...
56. ↑  이은직 (2005). 《조선명인전》. 정홍준 역. 일빛. 28쪽. ISBN 89-5645-088-9. 552년에는 사원 건설을 위해, 많은 학자와 기술자를 비롯해 의사나 음악가까지 파견하였다.
57. ↑  〈巻第二十　敏達天皇〉. 《일본서기》. 720. 六年...冬十一月庚午朔、百済国王、付還使大別王等、献経論若干巻、幷律師・禅師・比丘尼・呪禁師・造仏工・造寺工、六人。遂安置於難波大別王寺。
58. ↑  최범서 (2006). 《야사로 보는 삼국의 역사1》. 가람기획. 166쪽. ISBN 89-8435-241-1. 그 후 위덕왕 24년에 백제왕이 경론 몇 권, 율사律師 · 선사禪師 · 비구니 · 주금사呪噤師 · 조불공造佛工 · 조사공造寺工 등 6명을 보내었다. 이때부터 일본에서는 절과 부처 등을 만들었다.
59. ↑  최용범 (2008). 《하룻밤에 읽는 한국사》. 페이퍼로드. 48쪽. ISBN 978-89-92920-16-2. 백제는 그 뒤 577년(위덕왕 24년)에 불상 만드는 기술자, 절 건축자를 보냈고, 이어 금속공예사, 기와 굽는 기술자까지 보냈다.
60. ↑  이은직 (2005). 《조선명인전》. 정홍준 역. 일빛. 28쪽. ISBN 89-5645-088-9. 백제는... 이어서 577년에는 대대적인 학자와 승려 집단, 불상 및 사찰을 지을 목수들이 건너갔고, 신라에서도 579년에 승려와 불상을 보냈다.
61. ↑  〈巻第二十　敏達天皇〉. 《일본서기》. 720. 十二年... 今在百済火葦北国造阿利斯登子達率日羅、賢而有勇。... 冬十月、紀国造押勝等、還自百済。復命於朝曰、百済国主、奉惜日羅、不肯聴上。
62. ↑  이기영 (2000). 《한국인의 윤리사상사》. 학문사. 132쪽. ISBN 89-467-1092-6. 위덕왕... 30년(583)에는 일본왕의 요청으로 고승 일라(日羅)가 건너갔으며, ...
63. ↑  〈巻第二十　敏達天皇〉. 《일본서기》. 720. 十三年... 秋九月、従百済来鹿深臣、闕名字。有弥勒石像一軀。佐伯連、闕名字。有仏像一軀。
64. ↑  〈巻第廿一　用明天皇　崇峻天皇〉. 《일본서기》. 720. 崇峻天皇 ... 元年春三月、... 百済国遣恩率首信・徳率蓋文・那率福富味身等、進調幷献仏舎利、僧聆照律師・令威・恵衆・恵宿・道厳・令開等、寺工太良未太・文賈古子・鑪盤博士将徳白昧淳、瓦博士麻奈文奴・陽貴文・㥄貴文・昔麻帝弥、画工白加。
65. ↑  고유섭 (2005). 《구수한 큰맛》. 다할미디어. 160쪽. ISBN 89-89988-24-1. 원래 백제의 공예는 고도로 발달되었나니, ... 위덕왕 35년에 노반박사(露盤博士)로서 장덕(將德) · 백미순(將德白味淳)의 도일, 와박사(瓦博士)로서 마나부노(麻奈父奴) · 양귀문(陽貴文) · 석마제미(昔麻帝彌)의 도일 등 백제의 공예미술이 널리 전파된 것을 알겠다.
66. ↑  한국역사연구회 고대사 분과 (2004). 《고대로부터의 통신》. 푸른역사. 285쪽. ISBN 89-87787-79-6. 《일본서기》에 따르면, 민달천황 敏達天皇 원년(588)에 백제가 불사리佛舍利와 승려 여섯 명, 노반박사 露盤博士 한 명, 와박사 네 명, 화공畵工 한 명 등 사원 건설에 필요한 기술자를 일본에 파견하였다고 한다.
67. ↑  홍윤기 (2000). 《일본 천황은 한국인이다》. 효형출판. 87쪽. ISBN 89-86361-32-9. 소가노 우마코 대신은 오랜 세월 인내와 투쟁 속에서 배불파(排佛派)의 우두머리 모노노베노 모리야〔物部守屋, 515~587〕일당을 섬멸시킨 것이다. 조정의 제2위의 장관이던 모노노베노 모리야는 이른바 국신파(國神派)였다. 그러므로 백제에서 불교까지 들어온다면 자기네의 선주(先住) 신앙과 조정에서의 세력이 더욱 약화될 것을 우려해서 불교를 신봉하는 소가노 우마코에게 대립한 것이다.
68. ↑  〈巻第廿二　推古天皇〉. 《일본서기》. 720. 十年... 冬十月、百済僧観勒来之。仍貢暦本及天文地理書、幷遁甲方術之書也。是時、選書生三四人、以俾学習於観勒矣。
69. ↑  〈관륵〉. 《글로벌 세계 대백과사전》. 도서출판 범한. 2004. 觀勒 백제의 고승. ...문무왕 3년(602) 불교 외에 역본(曆本)·천문(天文)·지리(地理) 및 둔갑방술(遁甲方術)의 책을 가지고 일본에 건너가 ...
70. ↑  김부식 (1145). 〈본기 권28 의자왕〉. 《삼국사기》. 十三年 ...秋八月 王與倭國通好  (13년(653) ... 가을 8월에 왕은 왜(倭)와 우호를 통하였다.  )
71. ↑  〈巻第廿三　舒明天皇〉. 《일본서기》. 720. 三年...三月庚申朔、百済王義慈入王子豊章為質。
72. ↑  김부식 (1145). 〈본기 권28 의자왕〉. 《삼국사기》. 迎古王子扶餘豐 嘗質於倭國者 立之爲王(일찍이 왜국에 볼모로 가 있던 옛 왕자[古王子] 부여풍(扶餘豐)을 맞아다가 왕으로 삼았다. )
73. ↑  KBS역사스페셜 (2001). 《역사스페셜3》. 효형출판. 76쪽. ISBN 89-86361-55-8. 『일본서기』는 “서명기(舒明紀) 3년(631), 의자왕이 왕자 풍장을 보내 질(質)로 삼았다(百済王義慈入王子豊章為質)”고 적고 있다〔『일본서기』의 서명기(舒明紀) 3년은 무왕(武王) 32년으로, 이때는 아직 의자왕(義慈王)이 즉위하지 않았다〕. 여기서 눈길을 끄는 것은 ‘인질(人質)’이라는 의미의 ‘질(質 )’이다. 「백제본기」도 661년 “일찍이 왜에 질(質)로 가 있던 옛 왕자 부여풍을 맞아 왕으로 삼았다(迎古王子扶餘豐, 嘗質於倭國者, 立之爲王)”고 기록한다. 왜에 있던 부여풍이 망국을 부흥하기 위해 돌아왔다는 것인데 여기에도 역시 ‘질(質)’이라고 표현되어 있다. 『삼국사기』와 『일본서기』의 두 기록을 종합해 보면 풍은 631년에서 661년까지 30년간 왜에 인질로 있었다.
74. ↑  홍윤기 교수 (2006년 7월 25일). “ [홍윤기의 역사기행] ①일본 속 백제 발자취’”. 세계일보. 2009년 7월 8일에 확인함. 일본에서는 백제를 ‘구다라’로 부르기 때문이다. 어째서 일인들은 백제를 구다라로 부르게 되었을까. 교도대 사학과 우에다 마사아키(上田正昭) 명예교수는 지난해 자택에서 직접 필자에게 “구다라라는 호칭은 백제의 고어(古語)로 ‘큰 나라’라고 하는 데서 연유된 것”이라고 말해주었다. 일본 쪽에서는 역사적으로 고대의 미개한 일본을 개발해준 선진국 백제를 ‘구다라’ 즉 ‘큰 나라’로 찬양했다 한다.
75. ↑  홍윤기 교수 (2006년 7월 25일). “ [홍윤기의 역사기행] ①일본 속 백제 발자취’”. 세계일보. 2009년 7월 8일에 확인함. 오사카(大阪)는 일본 제2의 대도시다. 한반도 남쪽에서 배를 타고 열도로 건너간 백제인들은 이곳에 몰려 살면서 ‘백제주(百濟洲)’라는 마을을 만들었다. 일본어로는 ‘구다라스(百済洲·くだらす)’라고 한다. 일본에서는 백제를 ‘구다라’로 부르기 때문이다.

## 참고 문헌
- 김부식 (1145). 〈권02 조분 이사금 條〉. 《삼국사기》.
- 민현구, 《고려 중기 삼국 부흥운동의 역사적 의미》 《한국사 시민강좌》 제5집, 1989
- 李成市, 《古代東アジアの民族と国家》, 도쿄 이와나미, 1998

| 한국의 역사 | 한국의 역사            | 한국의 역사 |
| 이전 시대   | 백제 기원전 18년~660년 | 다음 시대   |
| ----------- | ---------------------- | ----------- |
| 목지국      | 백제 기원전 18년~660년 | 신라        |